# Wadesdah
Wadesdah es una ciudad ficticia de la serie de historietas creada por Hergé Las aventuras de Tintín. Se trata de la capital de emirato árabe ficticio llamado el Khemed.

## Historia
El Khemed es un país ficticio y su capital también lo es, Hergé quizá se fijó en La Meca para crear esta ciudad, puesto que tiene costa, y el emir no reside en la capital, sino en una ciudad en el desierto llamada Hasch El Hemm. Tintín llegó a Wadesdah, en Tintín en el país del oro negro en un petrolero y le acusaron de entrega de armas al Jeque Bab el Ehr. Tintín abandonó la ciudad secuestrado por Bab el Ehr, pero volvería al final del álbum buscando a Abdallah, hijo del emir Ben Kalish Ezab, que había sido raptado por el Doctor Müller. Entonces el emir se queda con el palacio de Müller. En Stock de Coque, con Bab el Ehr en el poder, Tintín llegó intentando ayudar al Ben Kalish Ezab, y su amigo Oliveira da Figueira le anunció que había huido al Djebel (en árabe montaña). Tintín se fue de Wadesdah en busca del emir. En Tintín y el Arte-Alfa, Ben Kalish Ezab anunció en un reportaje de televisión, que quería tener Arte-Alfa en Wadesdah.
- Datos: Q3565004